# Danny Phantom
Danny Phantom è una serie televisiva animata statunitense del 2004, creata da Butch Hartman, già creatore di Due fantagenitori, sempre per Nickelodeon.
La serie segue le avventure di Danny Fenton, un adolescente che, attraversando accidentalmente un portale tra il mondo umano e la "Zona Fantasma", diventa un ibrido uomo-fantasma. Grazie ai poteri soprannaturali acquisiti, il giovane si assumerà quindi il compito salvare la sua città e il mondo dai successivi attacchi dei fantasmi, aiutato dai suoi migliori amici Sam Manson e Tucker Foley e, in seguito, anche da sua sorella maggiore Jazz.
La serie è stata trasmessa per la prima volta negli Stati Uniti su Nickelodeon dal 3 aprile 2004 al 24 agosto 2007, per un totale di 53 episodi ripartiti su tre stagioni. In Italia è stata trasmessa su Nickelodeon dal 24 ottobre 2005. In seguito è stato replicato su Super!.

## Trama
Danny Fenton è un ragazzo di 14 anni che vive ad Amity Park; un pomeriggio, mentre esplora per curiosità il laboratorio dei genitori con i suoi migliori amici Sam Manson e Tucker Foley, attiva accidentalmente il Fenton Portale, costruito dai suoi genitori allo scopo di collegare il mondo umano a quello fantasma. Da quel momento il DNA del ragazzo viene infuso di ectoplasma e Danny si trasforma in un essere ibrido per metà umano e per metà fantasma, ottenendo una serie di superpoteri spettrali, come la capacità di vedere i fantasmi ed altri esseri soprannaturali.
In un primo momento Danny cerca di comprendere meglio la sua nuova condizione e di padroneggiare i suoi poteri, spesso perdendone il controllo in momenti inopportuni e imbarazzanti; dopo circa un mese il ragazzo affronta però il suo primo vero combattimento contro un fantasma, comprendendo così il serio pericolo che i fantasmi rappresentavano e anche come poter utilizzare i suoi poteri. Danny decide quindi di assumere il ruolo di un supereroe e di usare i suoi poteri per combattere i fantasmi, salvare la sua famiglia e proteggere Amity Park e poi tutto il mondo dalla minaccia dei fantasmi.
Del segreto di Danny sono a conoscenza solo quattro persone: gli amici Tucker e Samantha, la sorella Jasmine e il suo rivale Vlad Plasmius.

## Personaggi e doppiatori

### Personaggi principali

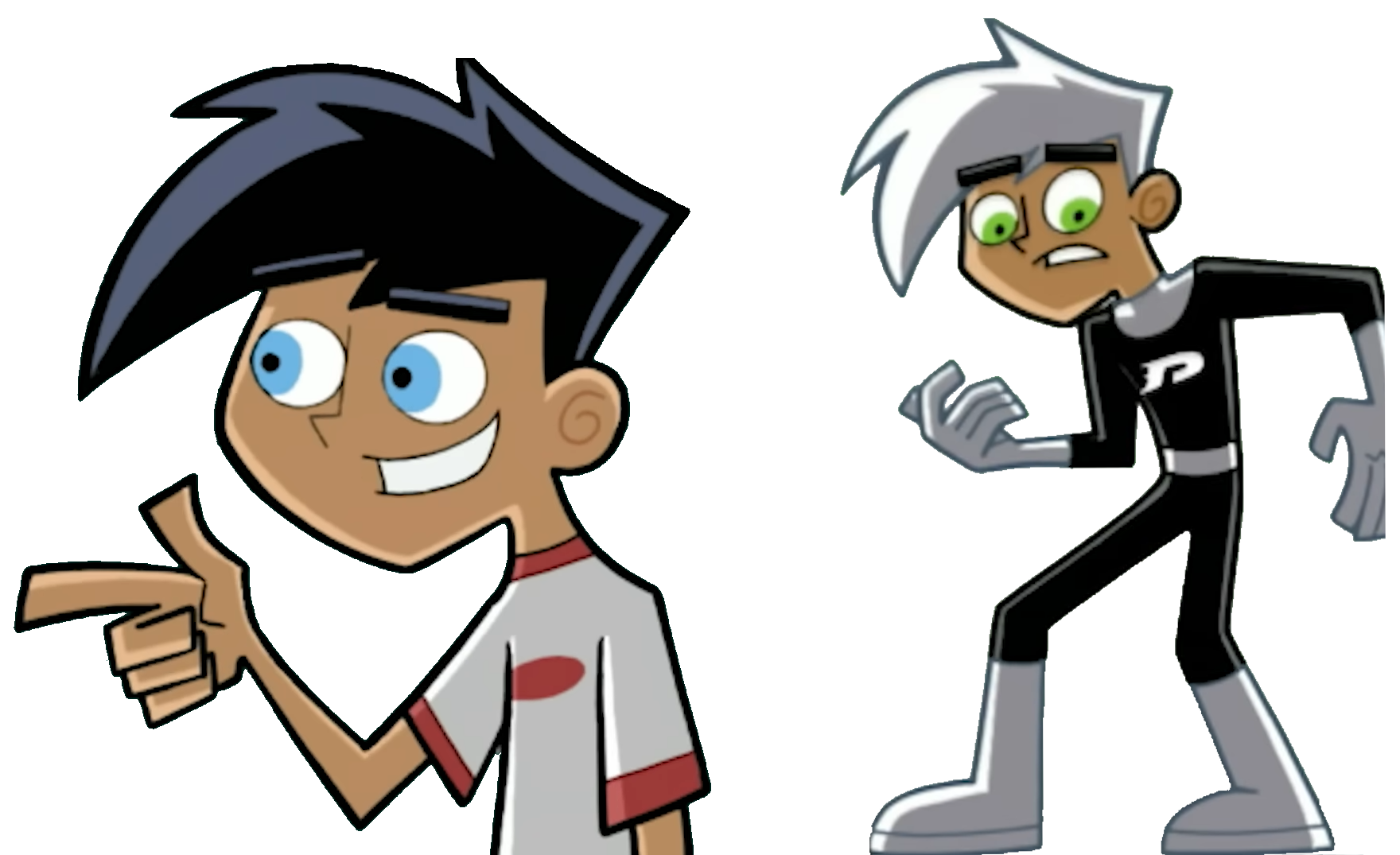
Danny da umano (sinistra) e fantasma (destra)

- Daniel William "Danny" Fenton / Danny Phantom, doppiato in inglese da David Kaufman e in italiano da Paolo De Santis. È il protagonista della serie, un ragazzo di 14 anni che vive ad Amity Park e frequenta la Casper High School; è il tipico adolescente timido, ansioso, impacciato e poco popolare a scuola, spesso preso di mira dal bullo Dash e da Mr. Lancer, il suo insegnante. A differenza degli altri ragazzi però, Danny si trova a vivere due vite parallele, una nei panni di un timido studente delle superiori e l’altra nei panni di un supereroe con poteri spettrali; da quando infatti è entrato nel Fenton Portale, attivandolo, le sue molecole sono state mischiate con quelle fantasma e il giovane è diventato un ibrido per metà umano e per metà fantasma. Quando cambia forma da umano a fantasma i suoi capelli neri diventano bianchi, i suoi occhi cambiano dal celeste al verde e il suo abbigliamento si trasforma in un costume nero; nella sua forma fantasma è in grado di emettere raggi, volare, diventare invisibile e intangibile. Usa i suoi poteri per combattere i fantasmi che scappano dalla Zona Fantasma e minacciano la sua famiglia e la sua città.
- Samantha "Sam" Manson, doppiata in inglese da Grey DeLisle e in italiano da Federica Valenti. Ha 14 anni e, insieme a Tucker, è la migliore amica di Danny. Adora tutto ciò che è gotico, come afferma lei stessa e come si può notare dal suo abbigliamento, inoltre è vegetariana e lotta spesso per sostenere i diritti degli animali e il futuro dell'ambiente. Pragmatica e decisa, pur venendo da una famiglia ricca ha rivelato questo segreto solo ai suoi migliori amici, preferendo non essere giudicata dalle persone per la sua popolarità ma avere amici che le vogliono bene solo per quello che è. Nonostante entrambi lo neghino costantemente, è abbastanza evidente che Sam ha una cotta per Danny, cosa che la rende estremamente gelosa delle altre ragazze cui Danny sembra interessarsi; alla fine della serie comunque i due finiranno per fidanzarsi.
- Tucker Foley, doppiato in inglese da Rickey D'Shon Collins e in italiano da Davide Garbolino. Ha 14 anni ed è il migliore amico di Danny e Sam. È esperto di tecnologia e aiuta sempre Danny a combattere i fantasmi con le sue invenzioni, principalmente con l'uso del suo PDA, un dispositivo che contiene vari sistemi tecnologici. Diversamente dall’amica Samantha, Tucker è un fanatico della carne e odia le verdure, perché il suo sistema digestivo non le può ingerire. È molto ottimista ed estremamente intelligente e cerca spesso di trovarsi una ragazza ma senza molto successo.
- Jasmine "Jazz" Fenton, doppiata in inglese da Colleen O'Shaughnessey e in italiano da Elda Olivieri e Deborah Morese (ep. 3×12-13). È la sorella maggiore di Danny. Intelligente e piuttosto saccente, si considera molto matura pur avendo solo 16 anni; si dimostra in realtà molto protettiva nei confronti del fratello minore e, scoperto il suo segreto, senza rivelarlo a nessuno cerca di aiutarlo quando è possibile, anche se in modo alquanto singolare.
- Jack Fenton, doppiato in inglese da Rob Paulsen e in italiano da Marco Balzarotti. È il padre di Danny e Jazz. È un geniale inventore e cacciatori di fantasmi come la moglie Maddie, ossessionato dall'eliminare tutti i fantasmi, ma in realtà è piuttosto tonto.
- Madeline "Maddie" Fenton, doppiata in inglese da Kath Soucie e in italiano da Maddalena Vadacca. È la madre di Danny e Jazz. Anche lei è un inventore geniale come il marito, assieme a cui ha costruito il Fenton Portale, è inoltre un'ottima combattente.

### Personaggi ricorrenti
- Vlad Masters / Vlad Plasmius, doppiato in inglese da Martin Mull e in italiano da Ivo De Palma. Amico del college dei genitori di Danny, è sempre stato innamorato di Maddie e geloso di Jack. Durante gli studi al college Vlad venne coinvolto in un incidente col primo portale costruito da Jack e Maddie diventando così metà fantasma. Attualmente è un uomo d'affari e uno scapolo miliardario ma, in seguito all’incontro con Danny e alla scoperta che anche lui ha i suoi stessi poteri, Vlad diventerà in breve tempo l'arcinemico di Danny, sotto lo pseudonimo di Vlad Plasmius, pur fallendo regolarmente nei suoi piani.
- Dash Baxter, doppiato in inglese da S. Scott Bullock e in italiano da Luca Sandri. È il gigantesco bullo della scuola della scuola frequentata da Danny e dai suoi amici, nonché il ragazzo più popolare. Ha 14 anni, adora gli sport e gioca a football in compagnia del suo amico Kwan; si diverte a prendere in giro e umiliare Danny.
- Paulina Sanchez, doppiata in inglese da Maria Canals-Barrera e in italiano da Patrizia Scianca. È una ragazza ispanica di 14 anni che frequenta la stessa scuola di Danny. È generalmente affascinante, popolare e romantica, ma si dimostra anche un po' incapace, paranoica ed egoista.
- Mr. Lancer, doppiato in inglese da Ron Perlman e in italiano da Stefano Albertini.
- Kwan, doppiato in inglese da Dat Phan (1ª voce) e James Sie (2ª voce) e in italiano da Felice Invernici.
- Danielle "Dani" Fenton / Dani Phantom, doppiato in inglese da AnnaSophia Robb (stagione 2) e Krista Swan (stagione 3) e in italiano da Tosawi Piovani (stagione 2) e Serena Clerici (stagione 3).
- Valerie Gray, doppiata in inglese da Grey DeLisle (1ª voce ) e Cree Summer (2ª voce) e in italiano da Lorella De Luca (stagioni 1-2) e Emanuela Pacotto (stagione 3).
- Damon Grey, doppiato in inglese da Phil Morris e in italiano da Marco Pagani.
- Skulker, doppiato in inglese da Mathew St. Patrick (1ª voce) e Kevin Michael Richardson (2ª voce) e in italiano da Mario Zucca.
- Ember McLain, doppiata in inglese da Tara Strong e in italiano da Loretta Di Pisa (ep. 2x11).
- Penelope Spectra, doppiata in inglese da Tara Strong e in italiano da Elisabetta Spinelli (stagione 1).
- Nicolai Technus, doppiato in inglese da Rob Paulsen e in italiano da Riccardo Peroni.
- Desiree, doppiata in inglese da Peri Gilpin e in italiano da Cinzia Massironi.
- Walker, doppiato in inglese da James Arnold Taylor e in italiano da Tony Fuochi.
- Sidney Poindexter, doppiato in inglese da Peter MacNicol e in italiano da Marcella Silvestri.
- Principe Aragon, doppiato in inglese Dee Bradley Baker e in italiano da Gianluca Iacono.
- Fright Knight, doppiato in inglese da Michael Dorn e in italiano da Giovanni Battezzato.
- Frederich Isak Showenhower/Freakshow, doppiato in inglese da Jon Cryer e in italiano da Gianni Quillico.
- Dark Pariah, doppiato in inglese da Brian Cox e in italiano da Dario Oppido.
- Young Blood, doppiato in inglese da Taylor Lautner e in italiano da Monica Bonetto.
- Ghost Writer, doppiato in inglese da Will Arnett e in italiano da Alessandro D'Errico.
- Dark Danny, doppiato in inglese da Eric Roberts e in italiano da Massimo Di Benedetto.
- Clockwork, doppiato in inglese da David Carradine e in italiano da Riccardo Rovatti.
- Frostbite, doppiato in inglese da Bob Joles e in italiano da Pietro Ubaldi.
- Agente O e Agente K, doppiati in inglese da S. Scott Bullock e Dee Bradley Baker e in italiano da Claudio Ridolfo e Francesco Orlando.
- Amorpho, doppiato in inglese da Danny Mann e in italiano da Antonello Governale.
- Undergrowth, doppiato in inglese da Mark Hamill e in italiano da Marco Balbi.

## Episodi
| Stagione         | Episodi | Prima TV USA | Prima TV Italia |
| ---------------- | ------- | ------------ | --------------- |
| Prima stagione   | 20      | 2004-2005    | 2005            |
| Seconda stagione | 20      | 2005-2006    | 2006            |
| Terza stagione   | 13      | 2006-2007    | 2007            |

## Diffusione
| Nazione               | Rete televisiva                         |
| --------------------- | --------------------------------------- |
| Italia                | Nickelodeon                             |
| Canada                | Ici Radio-Canada Télé, Nickelodeon, YTV |
| Stati Uniti d'America | Nickelodeon, Nicktoons                  |
| Francia               | Nickelodeon, Télétoon+                  |
| Spagna                | Nickelodeon                             |
| Germania              | Nickelodeon                             |
| Brasile               | Nickelodeon                             |
| Australia             | Nickelodeon                             |
| Paesi Bassi           | Nickelodeon                             |
| Filippine             | ABC 5, Disney Junior                    |
| Corea del Sud         | Nickelodeon                             |
| Indonesia             | GTV                                     |
| Messico               | Canal 5                                 |
| Finlandia             | Nickelodeon                             |
| Danimarca             | Nickelodeon                             |
| Emirati Arabi Uniti   | MBC 3                                   |